# Přestavlky (ort i Tjeckien, Pardubice)
Přestavlky är en ort i Tjeckien.   Den ligger i regionen Pardubice, i den centrala delen av landet, 110 km öster om huvudstaden Prag. Přestavlky ligger 260 meter över havet och antalet invånare är 183.
Terrängen runt Přestavlky är platt.Runt Přestavlky är det ganska tätbefolkat, med 80 invånare per kvadratkilometer. Närmaste större samhälle är Pardubice, 15,6 km nordväst om Přestavlky. I omgivningarna runt Přestavlky växer i huvudsak blandskog.